# Тери Хейс
Тери Хейс (на английски: Terry Hayes) е английски сценарист, продуценти писател на бестселъри в жанра трилър.

## Биография и творчество
Тери Хейс е роден на 8 октомври 1951 г. в Съсекс, Англия. Докато е още дете семейството се премества да живее в Австралия.
Започва кариерата си като журналист в „Sydney Morning Herald“. Известно време работи в Ню Йорк като чуждестранен кореспондент в САЩ по време на Аферата Уотъргейт. Тогава среща режисьора Джордж Милър, който работи по сценария на „Лудия Макс“. Впоследствие е нает от него за съсценарист за втората част на филма от 1981 г. – „Лудия Макс-2“.
Премества се в Холувуд и продължава да работи по различни сценарии за телевизионни филми и сериали. Автор е на сценариите за филмите „Мъртвешко спокойствие“, „Откуп“, „Катерачът“ и „От ада“.
През 2013 г. е публикуван дебютният му роман „Аз съм пилигрим“, който става международен бестселър.
Женен е и има четири деца. Тери Хейс живее със семейството си в Сидни.

## Произведения

### Филмография
- Лудия Макс 2: Воинът от пътищата, Mad Max 2: The Road Warrior (1981) – съсценарист
- The Dismissal (1983) – ТВ мини сериал
- Bodyline (1984) – ТВ мини сериал
- The Cowra Breakout (1984) – ТВ мини сериал, продуцент
- Mad Max Beyond Thunderdome (1985), сценарист и продуцент
- The Riddle of the Stinson (1987) – ТВ филм, продуцент
- The Year My Voice Broke (1987), продуцент
- Vietnam (1987) – ТВ мини сериал, сценарист и продуцент
- Dirtwater Dynasty (1988) – ТВ мини сериал, сценарист и продуцент
- The Clean Machine (1988) – ТВ филм, сценарист и продуцент
- Fragments of War: The Story of Damien Parer (1988) – ТВ филм, продуцент
- Мъртвешко спокойствие, Dead Calm (1989), сценарист и продуцент
- Bangkok Hilton (1989) – ТВ мини сериал, сценарист и продуцент
- Flirting (1991), продуцент
- Mr. Reliable (1996), сценарист и продуцент
- Откуп, Payback (1999)
- Катерачът, Vertical Limit (2000)
- From Hell (2001)
- I Am Pilgrim (?)

### Самостоятелни романи
- I Am Pilgrim (2013)
Аз съм пилигрим, изд.: ИК „Бард“, София (2014), прев. Владимир Германов
- The Year of the Locust (2022)
Годината на скакалеца, изд.: ИК „Бард“, София (2024), прев. Венцислав Божилов